# Christoph Moritz
Pour les articles homonymes, voir Moritz.
Christoph Moritz est un footballeur allemand né le 27 janvier 1990 à Düren en Allemagne. Il évolue actuellement au poste de milieu défensif pour au Jahn Ratisbonne.

## Palmarès
Néant